# Aghardi
Aghardi è una serie a fumetti realizzata dal disegnatore spagnolo Enric Siò. L'autore venne premiato per questa opera come miglior autore al Salone Internazionale dei Comics nel 1969.

## Storia editoriale
La serie venne realizzata nel 1969, scritta e disegnata da Enric Siò ed esordì in italia nel 1970 sulla rivista linus e poi in Spagna edito da Mundo Joven nel 1971 e successivamente da Nueva Frontiera e da Editores de Tebeos.

## Trama
Un ente non governativo, il NICAP, invia un gruppo di scienziati in giro per il mondo per verificare la presenza extraterrestre; in particolare studiandone l'influenza sulle scomparse civiltà precolombiane e su quella tibetana. Protagonisti sono Samantha Jordan, un'antropologa legata sentimentalmente all'assistente Martha; comprimari sono gli altri membri della spedizione scientifico, Jo, un professore umanista, e Steve, un fotografo; insieme intraprendono una spedizione in Sudamerica dove, seguendo alcune leggende precolombiane, arrivano in Tibet nel regno sotterraneo di Aghardi dove trovano alcune conferme sull'esistenza di spedizioni extraterrestri sulla Terra.